# Saal an der Saale
Saal an der Saale là một đô thị trong huyện Rhön-Grabfeld bang Bayern thuộc nước Đức. Đô thị này tọa lạc bên sông Fränkische Saale.

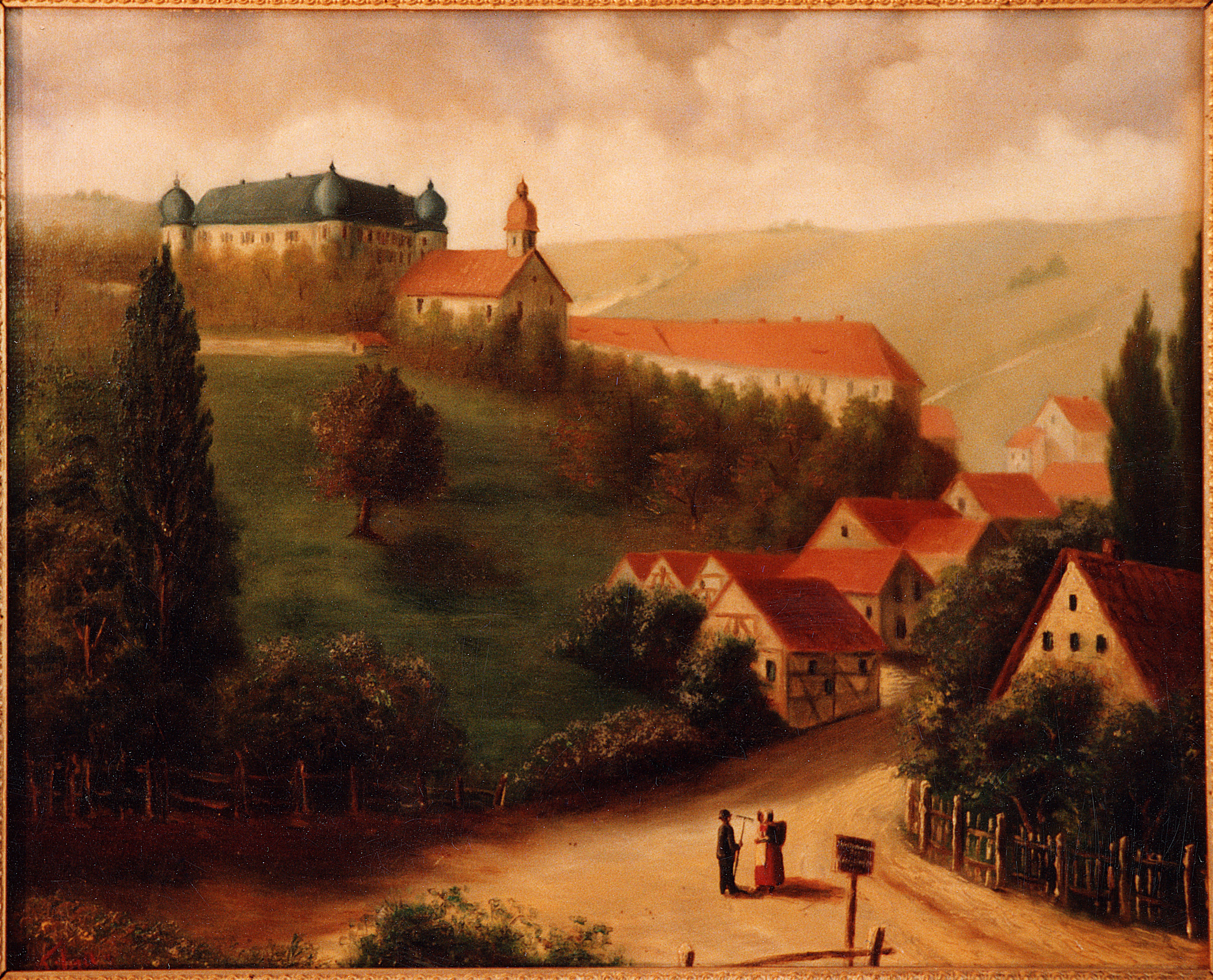
Castle Waltershausen